# Улица Шевченко (Екатеринбург)
Улица Шевче́нко (до 1919 года — Харито́новская улица) расположена в Центральном жилом районе города Екатеринбург между улицами Свердлова и Восточной. Пересекает территорию Кировского (чётная сторона) и Железнодорожного (нечётная сторона) административных районов города, а также улицу Луначарского. Направлена с запада на восток, общая протяженность улицы — 920 м. Своё современное название улица получила в честь украинского поэта Т. Г. Шевченко.

## История и достопримечательности
Улица начала формироваться в начале XIX века, получив своё первое название по фамилии П. Я. Харитонова, владевшего знаменитой усадьбой на Вознесенской горке.
На плане города 1888 года видна полная застройка улицы от Глуховской набережной Исети до улицы Луговой (Мичурина). В начале улицы поблизости от ограды Харитоновского сада находился один из общественных водоразборных колодцев.
На улицу выходят фасад здания института «Уралгражданпроект», северный фасад Екатеринбургского муниципального театра юного зрителя, северная часть территории парка Дворца детского творчества (Харитоновский сад) и участок бывшей территории подшипникового завода (сейчас там расположен жилой комплекс «Бажовский»). Улица связана пешеходным и автомобильными мостами через железную дорогу с жилым районом «Пионерский».

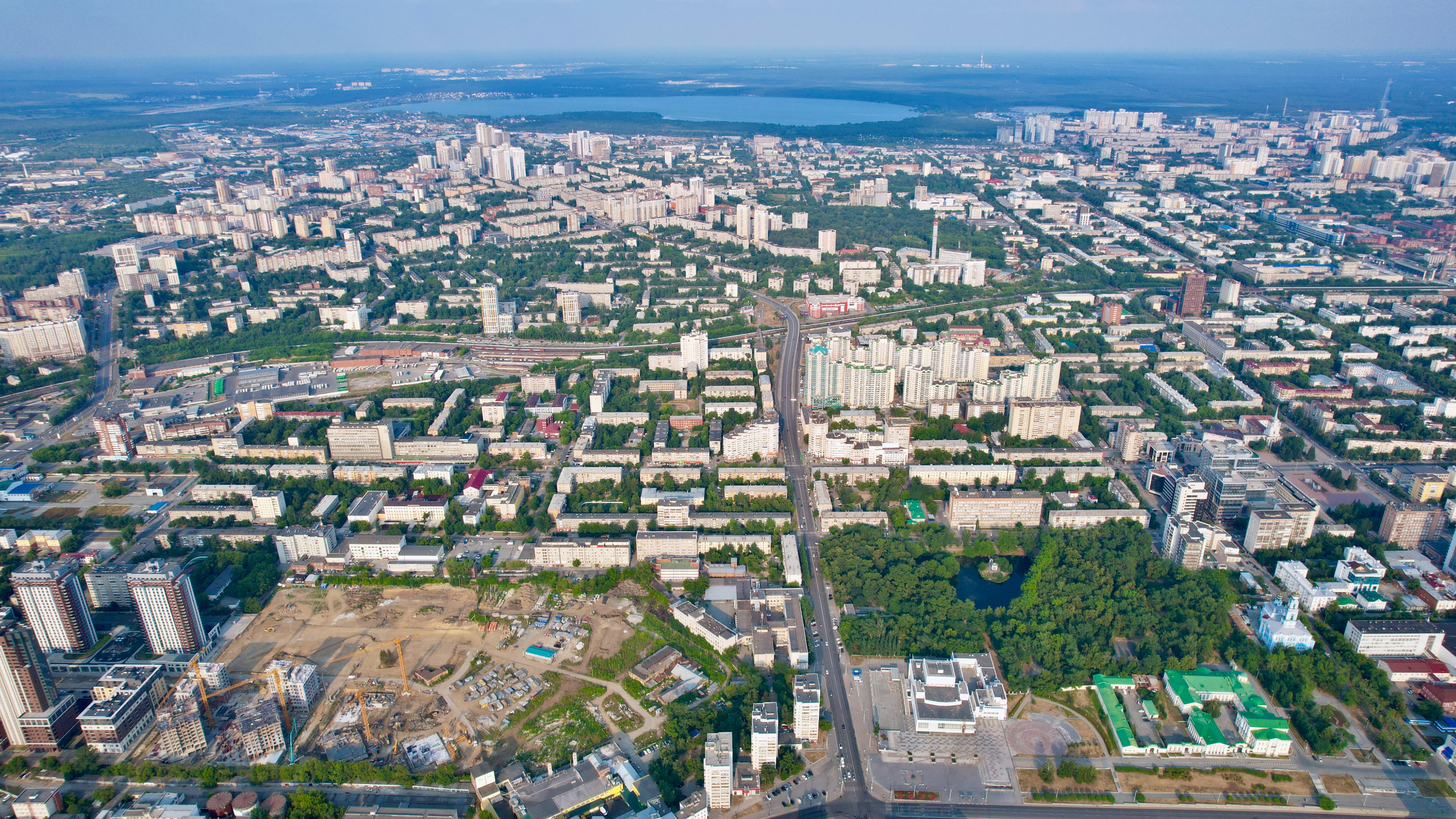
Улица в центре снимка, справа — Харитоновский сад, ТЮЗ
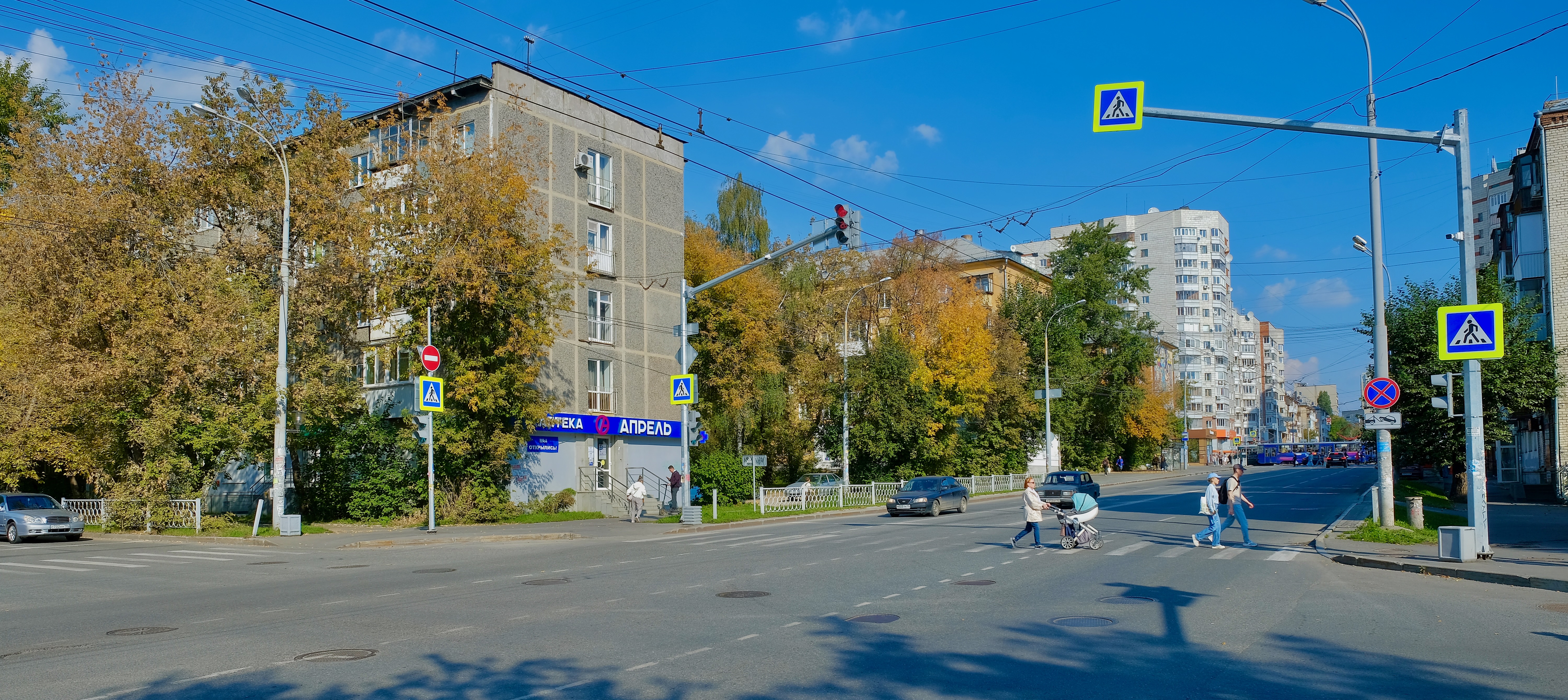
Перекрёсток с ул. Мамина-Сибиряка
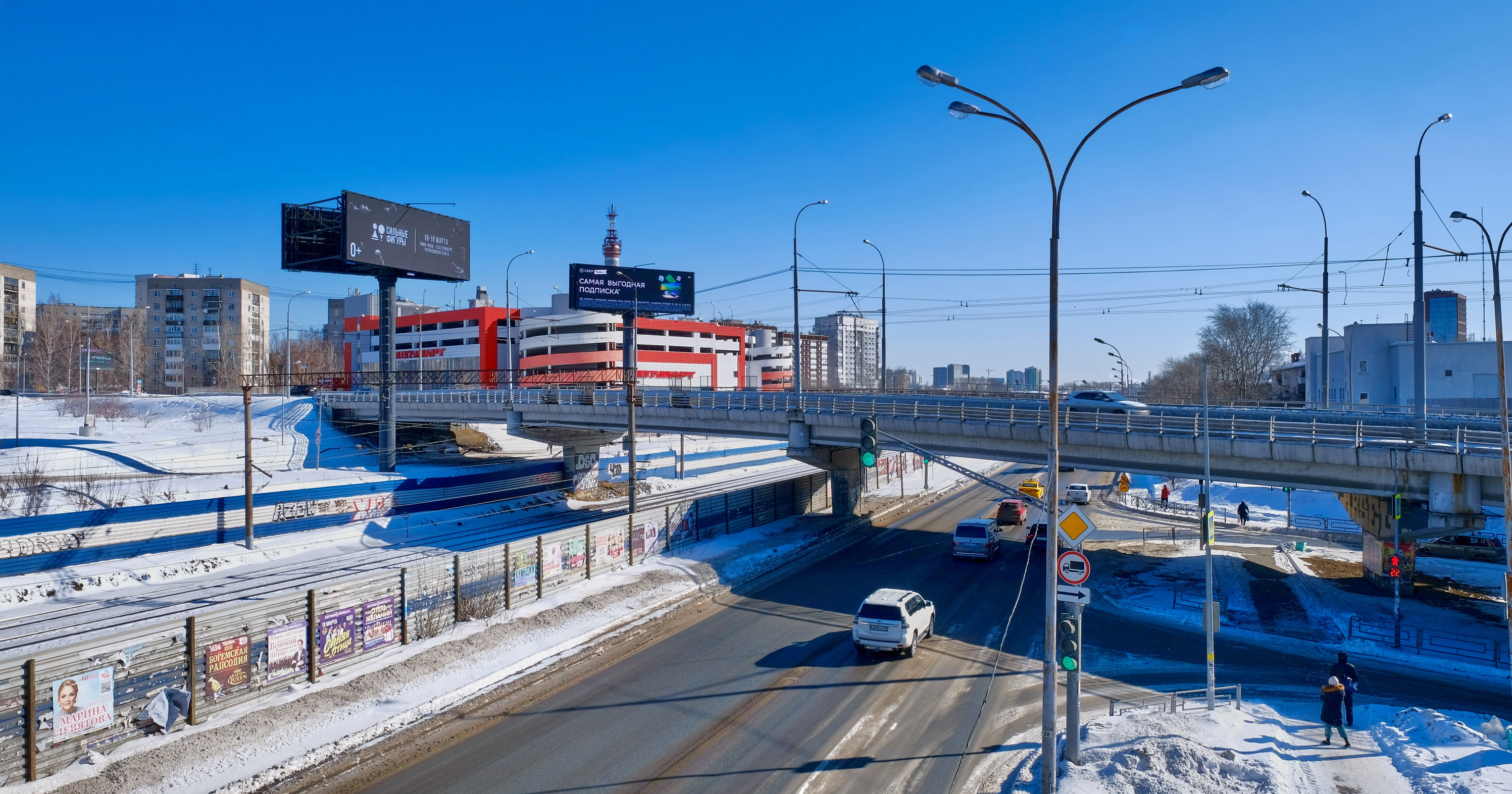
Путепровод над ул. Восточной – граница перехода в ул. Советскую (слева)